# Паларіковський потік
Паларіковський потік (словац. Palárikovský potok) — меліоративний канал; впадає у Комочський канал, протікає в окрузі Нові Замки.
Довжина приблизно 9.4 км. Витік знаходиться в Дунайській рівнині.
Протікає територією села Паларіково.